# 旅顺桤木

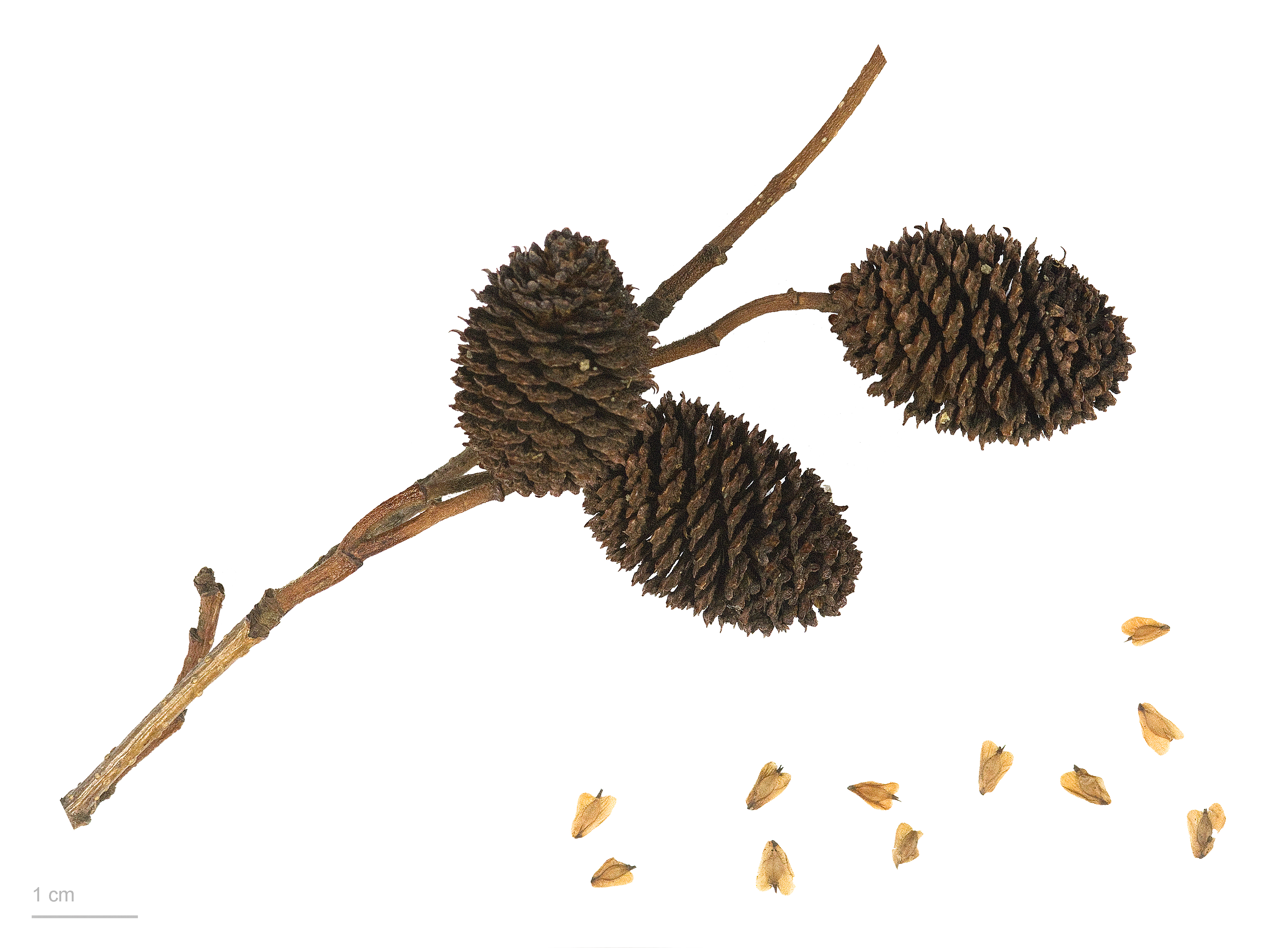
Alnus sieboldiana

旅顺桤木（学名：Alnus sieboldiana）为桦木科桤木属的植物。分布在日本以及中国大陆的辽宁等地，目前已由人工引种栽培。